# Константинов, Сергей Иванович
Сергей Иванович Константинов (18 октября 1926 года, Нижегородская область — 27 сентября 2005 года) — наводчик самоходной артиллерийской установки «СУ-76» 1402 самоходного артиллерийского полка 13 гвардейского стрелкового корпуса, ефрейтор. Полный кавалер ордена Славы.

## Биография
Родился 18 октября 1926 года в деревне Журавли Борского района Нижегородской области в крестьянской семье. Образование среднее.
Служил в рядах Красной Армии с ноября 1943 года. Участвовал в Великой Отечественной войне с июля 1944 года. Наводчик «СУ-76» 1402 самоходного артиллерийского полка, ефрейтор.
1 августа 1944 года в районе литовского населённого пункта Датново  подавил семь вражеских огневых точек, уничтожил свыше десятка противников. За мужество и отвагу, проявленные в боях, 30 августа 1944 года награждён орденом Славы третей степени.
5 октября 1944 года в районе населённого пункта Жукшики, расположенного северо-восточнее литовского города Кельме огнём из орудия истребил свыше десяти вражеских солдат, вывел из строя миномётную батарею и подавил огонь четырёх пулемётных точек противника. За мужество и отвагу, проявленные в боях, 1 декабря 1944 года награждён орденом Славы второй степени.
3 февраля 1945 года в районе населённого пункта Дамерау, расположенного в восьми километрах севернее Циммербуде (ныне — город Светлый Калининградской области), вместе с расчётом подавил пять пулемётов, разбил десять автомашин и сразил до взвода солдат неприятеля. Указом Президиума Верховного Совета СССР от 19 апреля 1945 года за образцовое выполнение заданий командования в боях с немецко-вражескими захватчиками награждён орденом Славы первой степени, став полным кавалером ордена Славы.
В 1945 года демобилизован. Член ВКП(б)/КПСС с 1947 года. Жил в городе Горький и до выхода на пенсию работал электромонтёром на Горьковском автомобильном заводе.
Умер 27 сентября 2005 года. Похоронен в Нижнем Новгороде на Старом Автозаводском кладбище.
Награждён орденом Ленина, орденами Отечественной войны первой степени, Славы первой, второй и третей степени, медалями.